# Fadah Hsieh

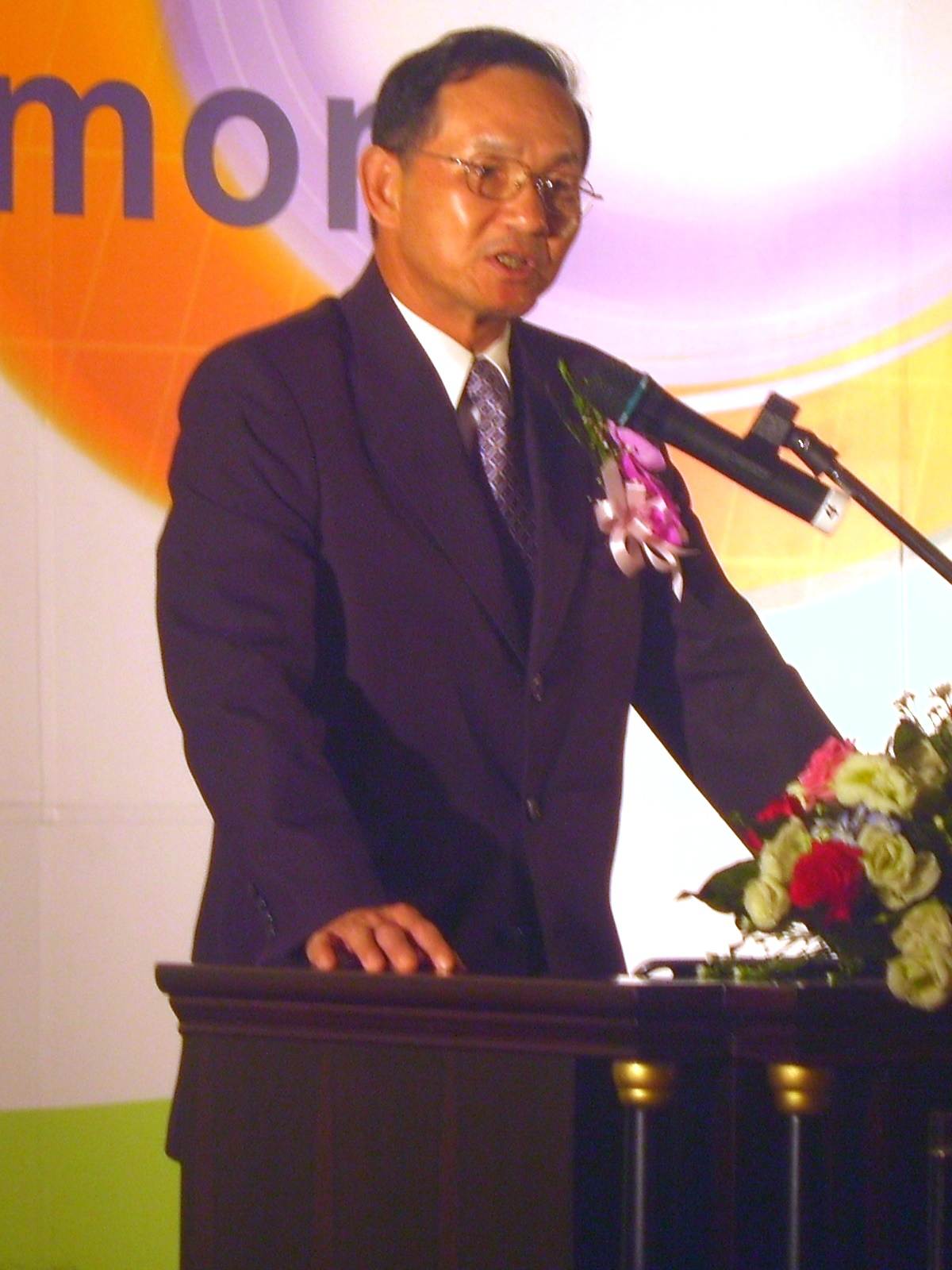
Fadah Hsieh, 2007 r.

Fadah Hsieh (chiń. upr. 谢发达; chiń. trad. 謝發達; pinyin Xiè Fādá; ur. 17 maja 1950) – dyplomata i polityk Republiki Chińskiej.
Ukończył National Chenchi University (magister ekonomii, 1977). Od 1979 do 1987 był pracownikiem ambasady RCh w Południowej Afryce (był między innymi radcą). Następnie (1987-1990) kierował sekcją w radzie handlu zagranicznego ministerstwa spraw ekonomicznych. W latach 1994–1997 kierował sekcją ekonomiczną przedstawicielstwa gospodarczo-kulturalnego RCh w Australii. Przez kolejnych pięć lat pełnił różne funkcje w ministerstwie spraw ekonomicznych. W lutym 2002 objął stanowisko wiceprzewodniczącego rady ekonomicznego planowania i rozwoju Yuanu Wykonawczego. W sierpniu 2006 został wiceministrem spraw ekonomicznych (do września 2008). Jest przedstawicielem gospodarczo-kulturalnym Republiki Chińskiej w Szwajcarii.